# Elmer Sleight
Elmer Noble „Red“ Sleight (* 8. Juli 1907 in Morris, Illinois; † 9. August 1978 in Naples, Florida) war ein US-amerikanischer American-Football-Spieler. Er spielte in der National Football League (NFL) bei den Green Bay Packers.

## Spielerlaufbahn
Elmer Sleight studierte von 1927 bis 1929 an der Purdue University und spielte dort American Football. 1929 wurde er aufgrund seiner Leistungen als Footballspieler zum All American gewählt. Sleight war damit der erste Spieler der Purdue University der im Footballsport zum All-American gewählt wurde. 1930 wurde er von der Collegeliga seiner Mannschaft für seine sportlichen Leistungen geehrt und nahm am East-West Shrine Game, einem Spiel für die besten Collegespieler eines Jahres,  teil. 

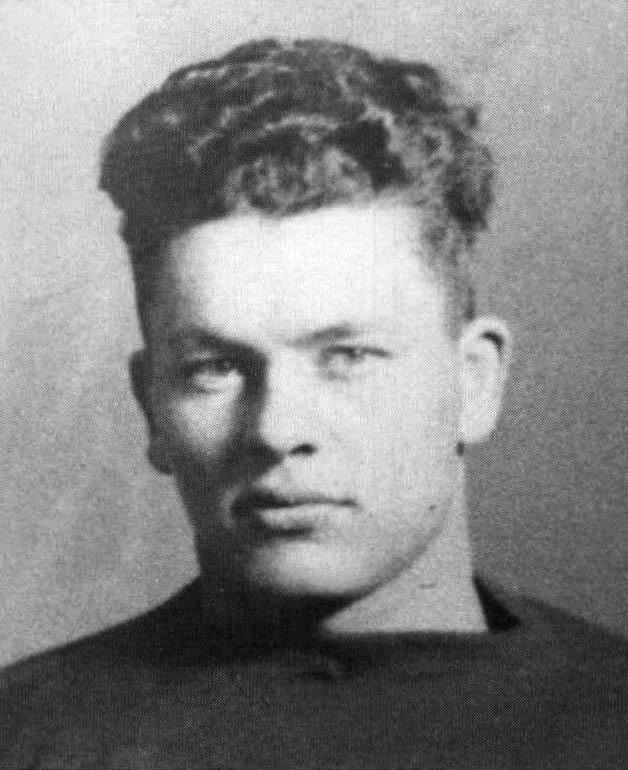
Curly Lambeau

Im Jahr 1930 wurde er von den Green Bay Packers verpflichtet. Bei den Packers wurde er Mitspieler von den All-Pro-Spielern LaVern Dilweg und Cal Hubbard. Unter Head Coach Curly Lambeau gewann Sleight mit den Packers 1930 seine erste NFL Meisterschaft. Die Packers konnten dabei 10 von 14 Spielen gewinnen. Im folgenden Jahr konnten die Packers nach 12 Siegen in 14 Spielen ihren Titel verteidigen und Red Sleight gewann damit seine zweite NFL Meisterschaft. Nach zwei Spieljahren in Green Bay beendete er seine Laufbahn. 

## Ehrungen
Red Sleight ist Mitglied in der Purdue Intercollegiate Athletics Hall of Fame.